# Carlos Torrent
Carlos Torrent Tarres (Sant Joan les Fonts, 29 augustus 1974) is een voormalig Spaans wielrenner. Hij is beroepsrenner sinds 2000. Tijdens de Olympische Spelen in 2004 won hij een bronzen medaille in de ploegenachtervolging.

## Belangrijkste overwinningen
2002
- 1e etappe Ronde van Rioja
- Eindklassement Ronde van Rioja

2005
- 2e etappe Ronde van Castilla y León

2006
- 2e etappe Ronde van Burgos
- GP Cristal Energie

## Resultaten in voornaamste wedstrijden
| Jaar | Ronde van Italië | Ronde van Frankrijk | Ronde van Spanje |
| ---- | ---------------- | ------------------- | ---------------- |
| 2001 |                  |                     | 117e             |
| 2002 |                  |                     | 73e              |
| 2003 |                  |                     | 41e              |
| 2004 |                  |                     | opgave           |

Alves · Aznar · Brito Da Costa · El Allaoui · Escobar · R.García de Mateos · V.García de Mateos · H.López · X.López · Moa · Pérez · Poezanov · Prades · Punzano · Ramos · Rovira · Torrent · Tsjoezjda · Vallejo